# Alkil-fosfoholin
Alkil-fosfoholini su fosfolipidima-slični sintetički molekuli. Oni imaju izuzetna biološka i terapeutska svojstva. Ova jedinjenja imaju relativno jednostavnu hemijsku strukturu. Oni su fosfoholinski esteri alkohola sa dugim alifatičnim nezasićenim lancima long varijabilne dužine.
Alkil-fosfoholini inhibiraju ćelijsku proliferaciju putem interakcija sa ćelijskom membranom. Mada je struktura alkil-fosfoholina veoma slična lizolecitinima, formiranje lipozoma je moguće pod specijalnim uslovima iz ovih lipida. Neposredna citotoksičnost APC lipozoma za tumorske i normalne ćelije je generalno smanjena u poređenju sa efektom micelarnih rastvora.

## Literatura
1. ↑  Unger C, Sindermann H, Peukert M, Hilgard P, Engel J, Eibl H (1992). „Hexadecylphosphocholine in the topical treatment of skin metastases in breast cancer patients”. Progress in Experimental Tumor Research. Fortschritte Der Experimentellen Tumorforschung. Progrès De La Recherche Expérimentale Des Tumeurs. 34: 153—9. PMID 1438798.
2. ↑  Zeisig R, Jungmann S, Fichtner I, Daemen T, Arndt D (1994). „Cytotoxic effects of alkylphosphocholines or alkylphosphocholine-liposomes and macrophages on tumor cells”. Anticancer Research. 14 (5A): 1785—9. PMID 7847811.
3. 1 2  Dieter Arndt, Reiner Zeisig, Ines Eue and Iduna Fichtner (1995). „Alkylphosphocholines and Alkylphosphocholine Liposomes”. 5 (1): 91—98. doi:10.3109/08982109509039910.